# 20 mm armata przeciwlotnicza 20/77 Scotti
Cannone-Mitragliera da 20/77(Scotti) – włoskie holowane automatyczne działo przeciwlotnicze z okresu II wojny światowej.
Prototyp armaty według projektu Alfredo Scotti powstał w 1932, a pierwsze egzemplarze były produkowane w zakładach Oerlikon. Przyjęta do uzbrojenia armii włoskiej obok działka Breda, jako jedna z dwóch podstawowych, lekkich armat przeciwlotniczych. Mimo dłuższej lufy miała mniejszą donośność niż Breda, co było poważną wadą dla działa przeciwlotniczego i prawdopodobnie dlatego była produkowana w większych ilościach na eksport (do krajów Ameryki Południowej, a także do Chin), niż na potrzeby własne. Nad armatą Breda górowała prostotą konstrukcji, co w warunkach wojennych okazało się zaletą i w 1942 produkcję znacząco zwiększono. 
Działo używało 60-nabojowego magazynka bębnowego, podobnie jak działo Oerlikon 20 mm, lub dwunastonabojowego podajnika. Produkowane było w dwóch wersjach, przewoźnej (w pozycji bojowej działo spoczywało na trójnogu; na krótki dystans można je było przeholować na kołach) i stacjonarnej, na postumencie.
W czasie wojny, oprócz armii włoskiej, dział Scotti używali Niemcy pod oznaczeniem 2-cm Scotti(i) w Afryce Północnej, we Włoszech i na Bałkanach (także w działaniach przeciwpartyzanckich). Po kapitulacji Włoch zakłady Isotta, znajdujące się w okupowanym przez Niemców Turynie, produkowały te armaty na ich potrzeby. Część armat tego typu znalazła się na wyposażeniu odtworzonej po 1945 armii włoskiej.